# Jean Mansel
Jean Mansel (* 1400 in Hesdin; † 1473) war ein französischer Schriftsteller und Historiker.

## Leben und Werk

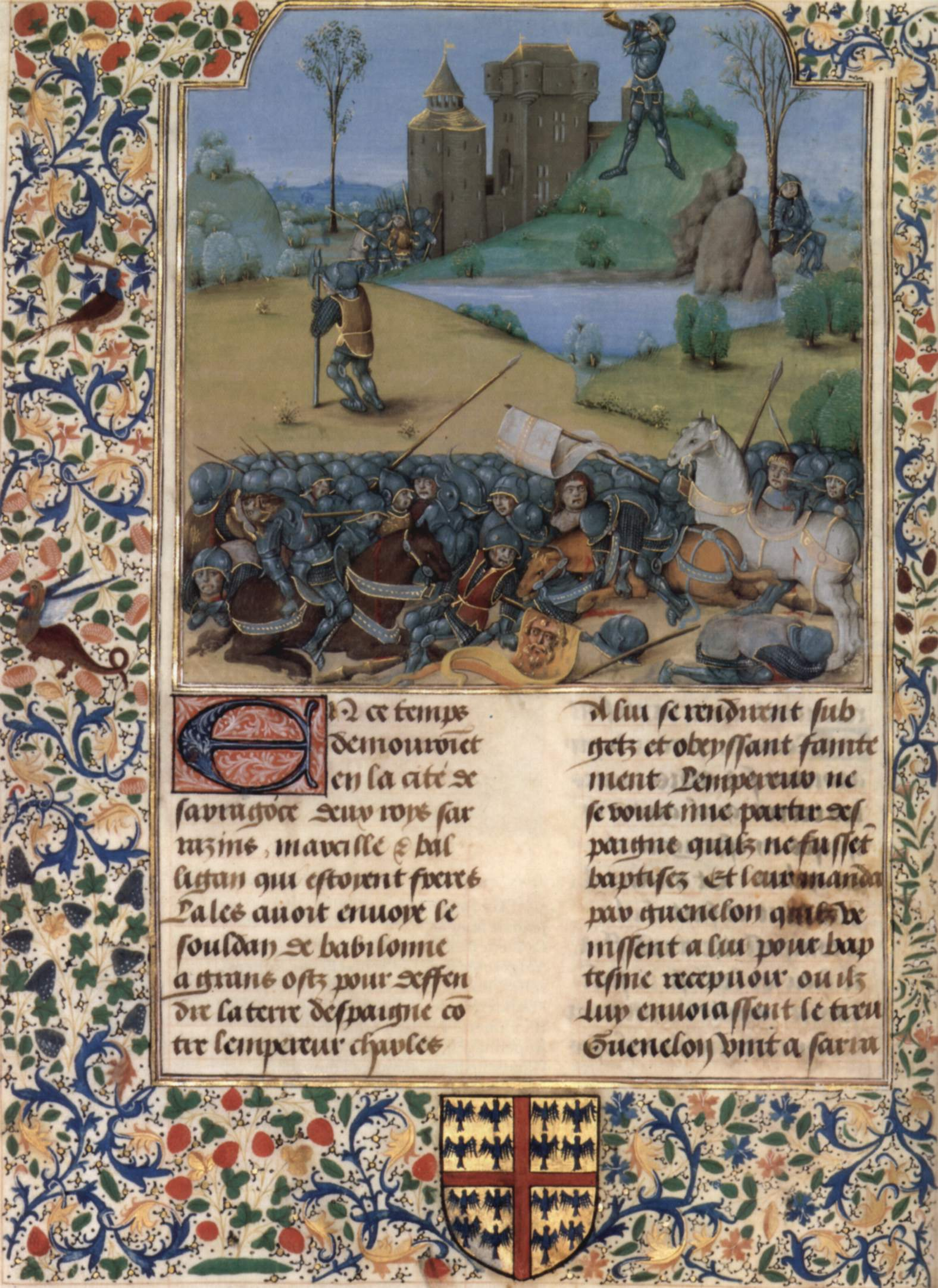
Auszug aus Jean Mansels Werk Fleur des Histoires (1576)

Jean Mansel stand ab 1435 im Dienste der Herzöge von Burgund. Von 1446 bis 1451 schrieb er in 3 Büchern eine Universalgeschichte unter dem Titel La Fleur des Histoires (Zweite Niederschrift in 4 Büchern 1467). Es handelt sich um die Zusammenstellung von Texten aus der Bibel und aus römischen Autoren, ferner von Heiligenleben und gemischter enzyklopädischer Information, samt der Griseldislegende. Der geschichtliche Rahmen reicht vom Anfang der Schöpfung bis zu König Karl VI. Das durch den Meister des Jean Mansel kostbar bebilderte Werk ähnelt der Weltchronik von Jean d’Outremeuse.
1454 vollendete Mansel die Geschichtskompilation Histoires romaines, die 1467 in die Fleur des histoires integriert wurde. Sie stützt sich vor allem auf Titus Livius in der Übersetzung von Pierre Bersuire.